# Новотроицкий поселковый совет (Новотроицкий район)
Новотроицкий поселковый совет (укр. Новотроїцька селищна рада) — входит в состав
Новотроицкого района
Херсонской области
Украины.
Административный центр поселкового совета находится в 
пгт Новотроицкое
.

## История
- 1959 — дата образования.

## Населённые пункты совета
- пгт Новотроицкое
- с. Благовещенка
- с. Захаровка